# 赫舍爾·伍迪·威廉姆斯

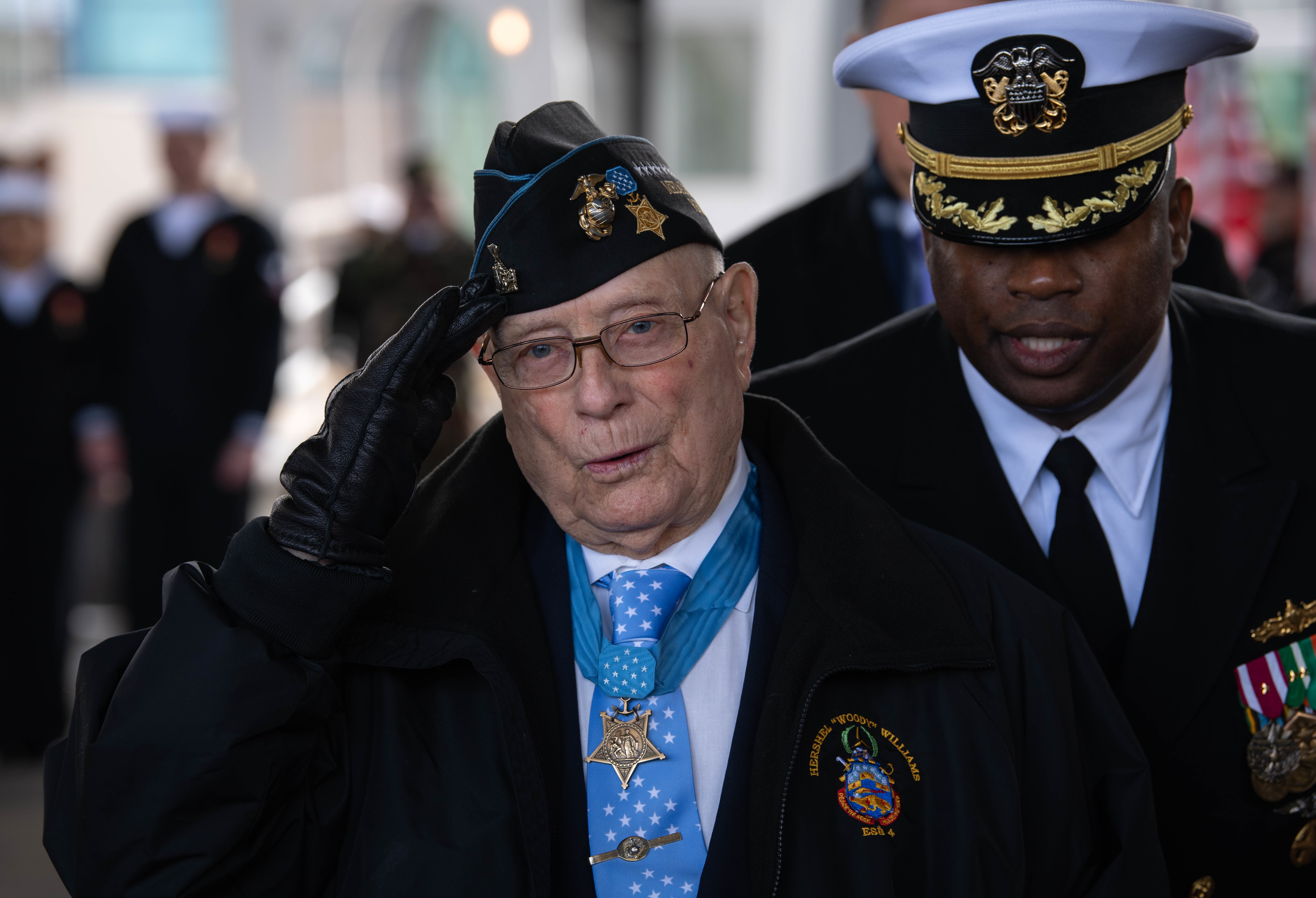
2020年3月的威廉姆斯

赫舍爾·伍德羅·「伍迪」·威廉姆斯（Hershel Woodrow "Woody" Williams，1923年10月2日—2022年6月29日）是一名退伍的美國海軍陸戰隊員。他於二戰期間因為在硫磺島戰役中的英雄事蹟獲得了榮譽勳章。他是這場戰鬥中榮譽勳章的最後一位在世者，也是美國海軍陸戰隊在第二次世界大戰中因為英雄事蹟而獲得榮譽勳章的最後一位在世者。